# Onder Ons (film)
Onder Ons is een Nederlandse film uit 2011 van regisseur Marco van Geffen. De film is het eerste deel van een trilogie, werd geproduceerd door Lemming Film en de Boeddhistische Omroep Stichting en is deels gefinancierd door het Nederlands Filmfonds. Bij de wereldpremière op 10 augustus 2011 op het Internationaal filmfestival van Locarno won de film de CICAE Award en Eucumenical Special Mention Award. In Nederland ging de film in première tijdens het Nederlands Film Festival en draaide vanaf 10 november in de bioscopen.

## Verhaal
De Poolse au pair Ewa heeft een moeizaam contact met haar gastouders in een Nederlandse Vinexwijk. Als ze meent te hebben ontdekt wie de verkrachter is die in de stad actief is, kan ze haar verhaal niet kwijt aan haar omgeving, zelfs niet bij haar vriendin Agnieszka, eveneens een Poolse au pair. Ze raakt steeds verder in een isolement.

## Rolverdeling
- Dagmara Bąk: Ewa
- Natalia Rybicka: Agnieszka (Aga)
- Rifka Lodeizen: Ilse
- Guy Clemens: Peter
- Reinout Bussemaker: Anton